# یلوه کلمبیایی
یلوه کلمبیایی (نام علمی: Neocrex colombiana) یک گونه از پرندگان در خانواده یلوگان است. در کلمبیا، اکوادور و پاناما  یافت می‌شود. زیستگاه‌های طبیعی آن علفزارها و باتلاق‌های پست فصلی مرطوب یا سیل‌زده در مناطق نیمه‌گرمسیری یا گرمسیری است.